# Donia Samir Ghanem
Donia Samir Youssef Ghanem (árabe: دنيا سمير يوسف سمير; Cairo , 1 de janeiro de 1985) é uma atriz e cantora egípcia. Filha dos atores Samir Ghanem e Dalal Abdulaziz, Donia se graduou na universidade MSA e começou a sua vida artística em 2001, quando tinha 16 anos. Teve seu primeiro papel num programa de televisão chamado A justiça tem muitas caras (em árabe egípcio: للعدالة وجوه وجوه - Lil Adala Wogouh Katheera).

## Carreira
O talento de Donia apareceu quando era menina, participando em obras de teatro e espetáculos escolares. Participou em dois programas de televisão em sua infância. Chamou a atenção enquanto atuava numa série egípcia chamada A justiça tem muitas caras. O seu primeiro aparecimento num filme foi em 2005 com o comediante Mohamed Henedi.
Através de aparecimentos em vários programas de entrevistas egípcios, Donia destacou-se pela sua mimetismo com outros cantores árabes. A sua imitação mais famosa foi a da popular cantora Ahlam, interpretando uma canção de Myriam Fares. A sua primeira canção foi "Far2 el Sen".
Integrou o júri da quarta temporada (2015) do The X Factor Arabia junto com os libaneses Elissa e Ragheb Alama.

## Filmografia
| Ano  |                               | Papel            |
| ---- | ----------------------------- | ---------------- |
| 1995 | (إمراة وإمراة)                | Nadian           |
| 2001 | (للعدالة وجوه كثيرة)          | Nada             |
| 2002 | (زمن عماد الدين)              | Fardos           |
| 2004 | (عباس الابيض في اليوم الاسود) | Laila            |
| 2004 | (أحلام البنات)                | Dolly            |
| 2005 | (يانا ياخالتي)                | Nawal            |
| 2007 | (أحزان مريم)                  | Hanan            |
| 2008 | (كباريه)                      | Mona             |
| 2008 | (اتنين في واحد)               | Heba             |
| 2008 | (شارع 18)                     | Aiaa             |
| 2008 | (كافيه تشينو)                 | Laially          |
| 2009 | (الفرح)                       | Samira           |
| 2009 | (طير إنت)                     | Laila            |
| 2009 | (عزبة آدم)                    | Marim            |
| 2010 | (لا تراجع ولا استسلام)        | Jermin           |
| 2010 | (الكبير أوي ج1)               | Hadeya           |
| 2011 | (إكس لارج)                    | Dina             |
| 2011 | (365 يوم سعادة)               | Nesma            |
| 2011 | (الكبير أوي ج2)               | Hadeya           |
| 2013 | (الكبير أوي ج3)               | Hadeya           |
| 2014 | (الكبير أوي ج4)               | Hadeya           |
| 2015 | (لهفة)                        | Lahfa            |
| 2016 | (نيللي وشريهان)               | Nelly            |
| 2017 | (في اللا لا لاند)             | Etaab            |
| 2019 | (بدل الحدوتة 3)               | Bela/Lahfa/Louly |